# Вітославиці (Опольське воєводство)
Вітославиці (пол. Witosławice, нім. Witoslawitz, 1936-45: Wiesenstein) — село в Польщі, у гміні Польська Церекев Кендзежинсько-Козельського повіту Опольського воєводства.
Населення — 199 осіб (2011).

## Демографія
Демографічна структура станом на 31 березня 2011 року:
|          | Загалом | Допрацездатний вік | Працездатний вік | Постпрацездатний вік |
| -------- | ------- | ------------------ | ---------------- | -------------------- |
| Чоловіки | 100     | 20                 | 66               | 14                   |
| Жінки    | 99      | 16                 | 58               | 25                   |
| Разом    | 199     | 36                 | 124              | 39                   |